# 森林宮大橋
森林宮大橋（德語：Waldschlößchenbrücke），是一座位於德国德累斯顿、穿越易北河的行車橋樑。大橋是為了紓緩德累斯顿內城的交通擠塞而興建。由於當時德勒斯登易北河谷被聯合國教科文組織定為世界遗产，而聯合國教科文組織也對於大橋的建造工程表示強烈反對，並警告將會撤銷德累斯顿易北河谷的世界遺產資格，大橋的建造工程变得極具爭議性。德累斯顿易北河谷在2006年因大橋的建造工程而被列為「瀕危世界遺產」（河谷是當時歐洲兩個瀕危世界遺產名錄之一，另一個是科索沃中世紀古蹟群），並在2009年正式成為第二個被除名的世界遺產。

## 歷史
在大橋現時位置興建一座大橋的計劃已經存在了一個世紀。1996年，德累斯顿市議會在參考經過修正的交通模型後批准興建大橋。經過了近八年等待規劃許可的準備，2005年，市政當局為大橋建造工程舉行公投，其中支持興建大橋的佔大多數。2006年4月，市議會煞停了建造計劃，以跟進聯合國教科文組織的反對聲音；萨克森自由州政府对此表示不滿。2007年3月，薩克森州高等法院作出了有利於大橋建造工程的裁決。時任德国联邦议院副議長沃尔夫冈·蒂尔泽對於該裁決，稱當日「對德國來說是悲傷的一天」。
大橋的建造工程其後再遇阻滯。2007年8月，德國的行政法院作出裁決，要求當局採取措施以確保瀕危的小蹄鼻蝠受保護，因為該物種當時在德國境內只餘下650隻，而有一部分以擬建大橋的位置棲息。德國法院在同年11月作出裁決，允許大橋恢復施工。
由於大橋正式動工建造，聯合國教科文組織世界遺產委員會在2009年6月25日投票決議將德累斯顿易北河谷由世界遺產中除名。德累斯顿易北河谷是首個被除名的歐洲世界遺產，以及第二個被除名的世界遺產（首個被除名的世界遺產是阿曼的阿拉伯羚羊保护区）。
大橋在2013年8月24日正式啟用，並在同月26日早上通車。

## 結構
大橋全長636.1米，是一座複合結構建築。大橋由主橋和兩端接線組成，其中易北河左岸接綫長274.81米，而右岸接綫則長213.49米，兩端接線皆由V形樑柱支撐。大橋主橋長148米，橋下淨空26米，由兩座鋼拱支撐。
大橋採用了德國柏林ESKR在1997年的公開比賽的獲獎設計；該設計獲得比賽首名，該工作室也因而獲得75000德國馬克的獎金。大橋由PERI GmbH（德语的「有限責任公司」）建造。

## 圖集

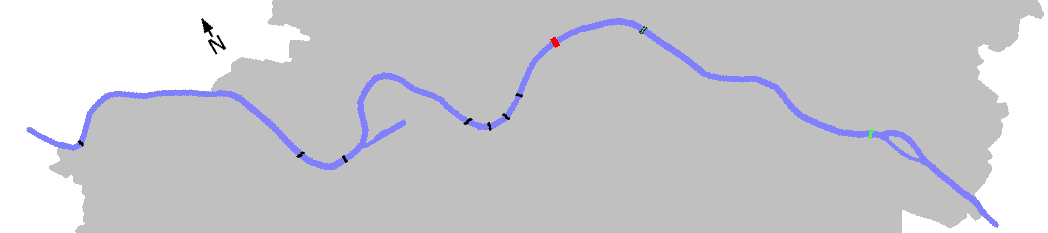
大橋在德累斯頓易北河流域的位置（紅色）
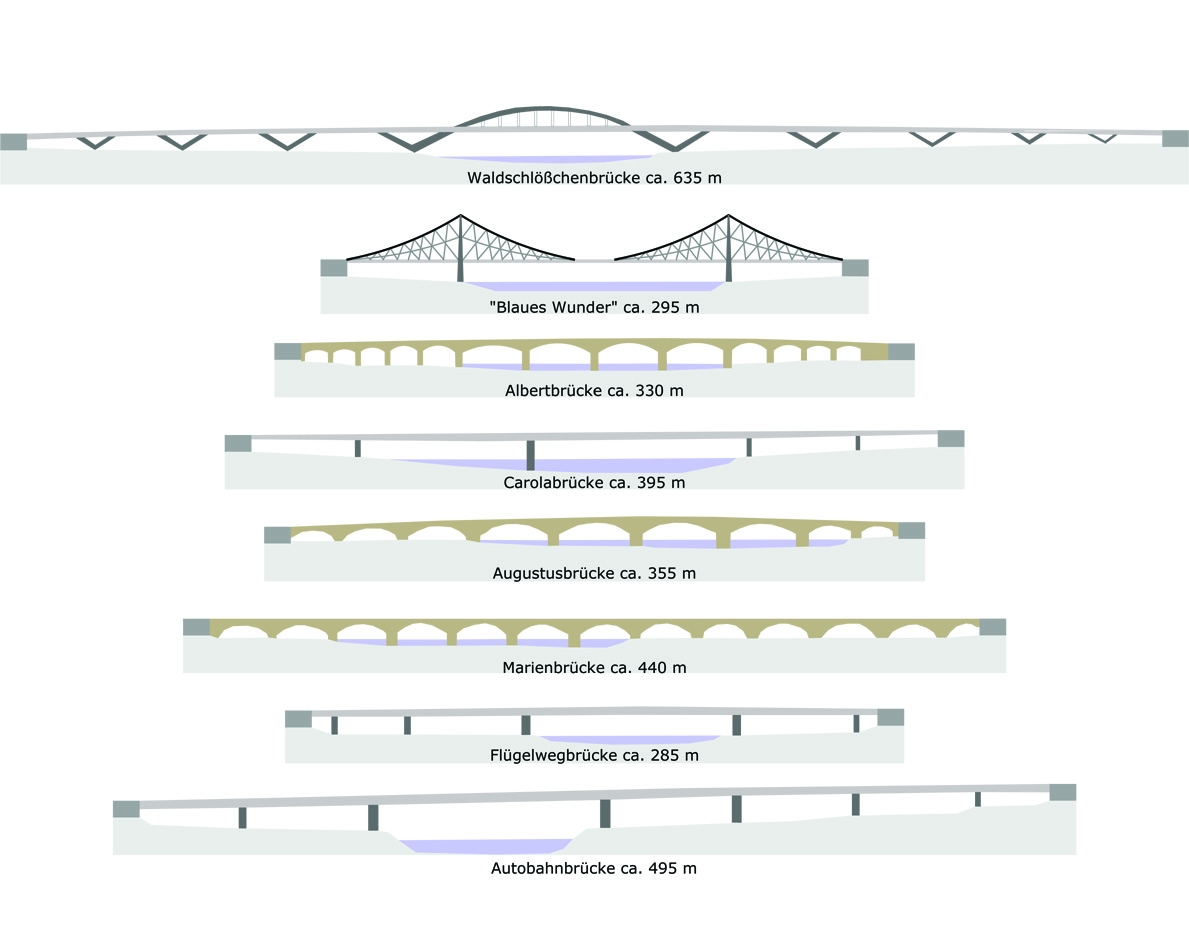
大橋和其他德累斯頓橋樑的比較圖
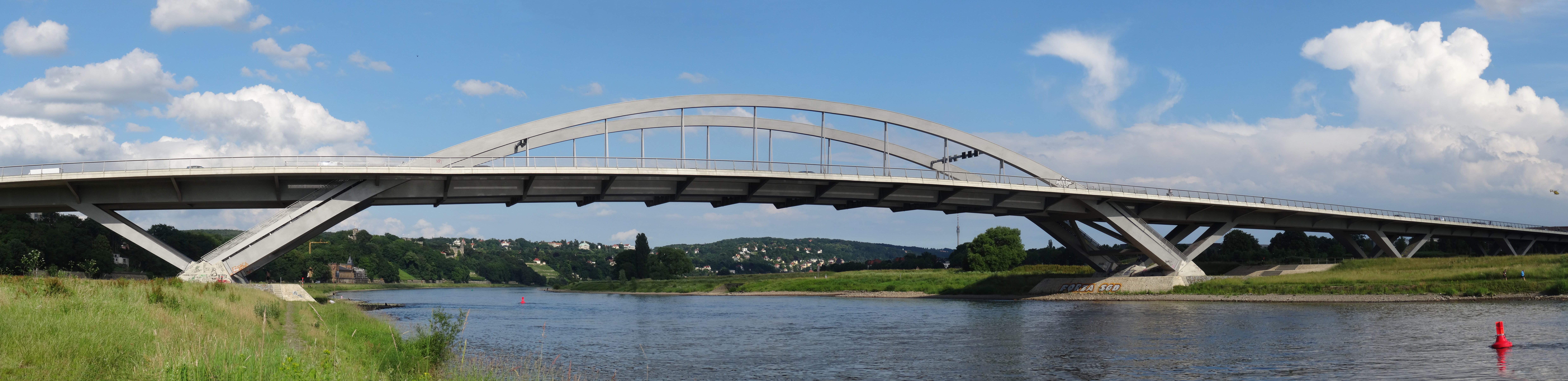
日間的大橋
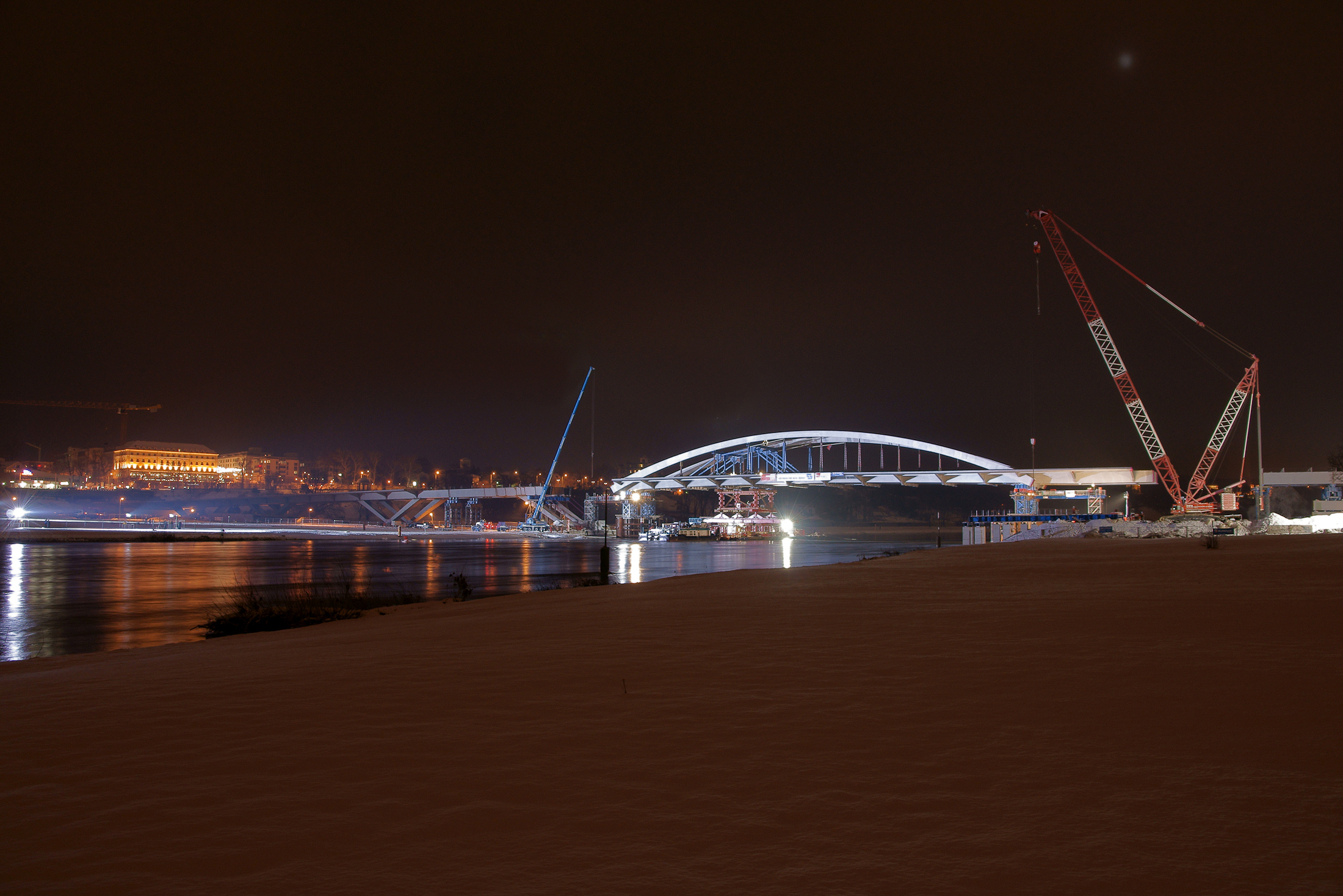
夜間的大橋
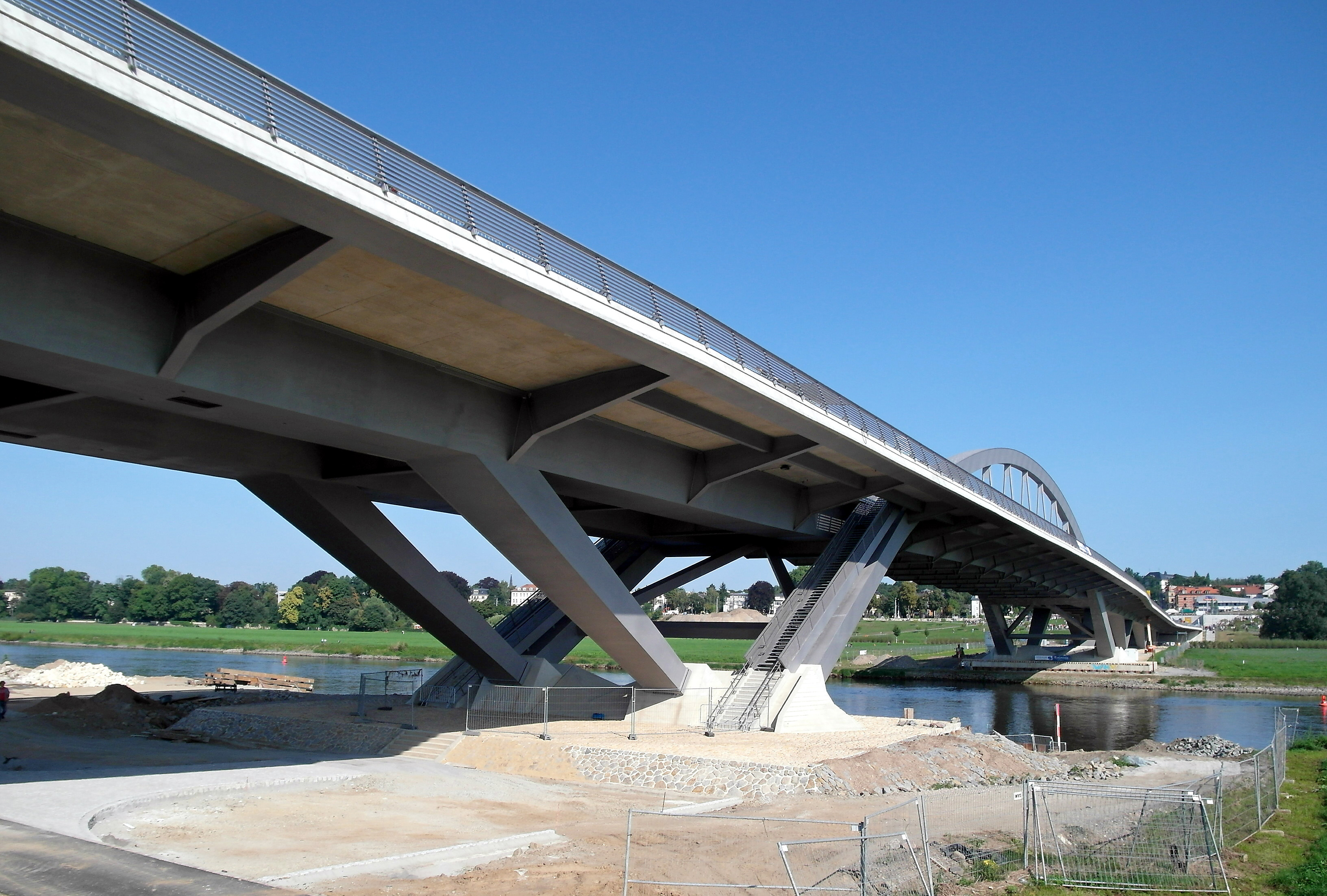
大橋基座的V型樑柱
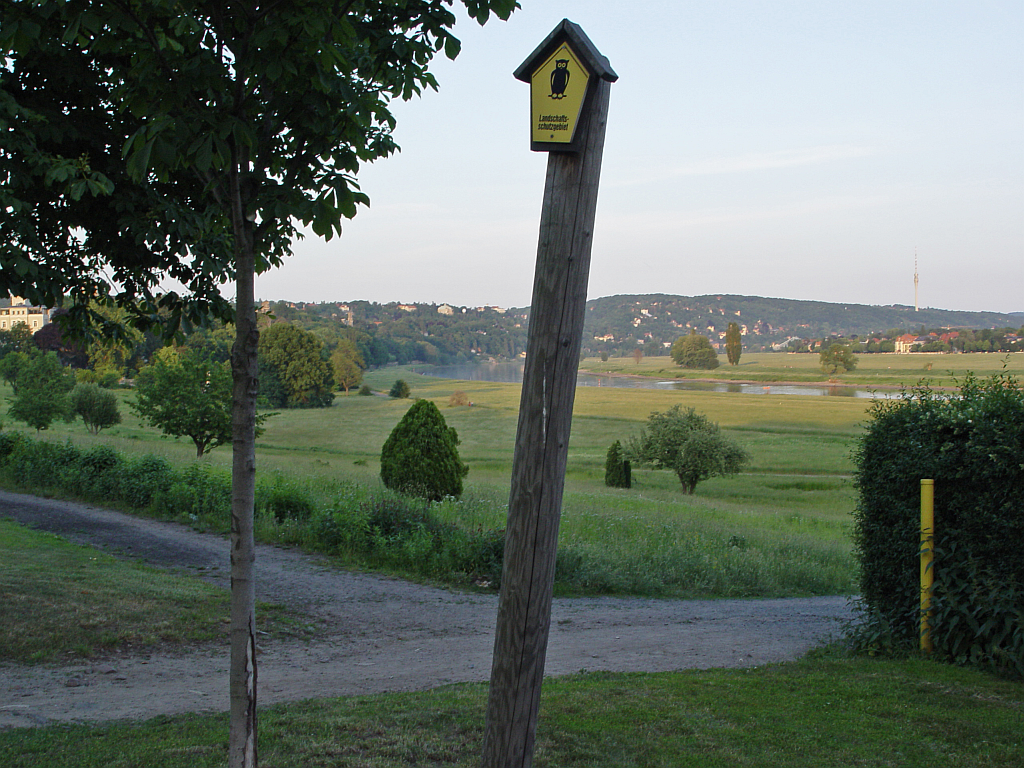
大橋位置原貌（攝於2003年）
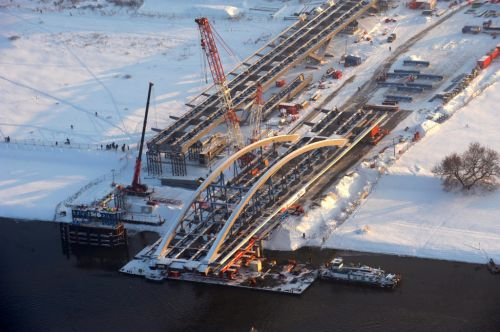
建造中的大橋（攝於2010年12月）

## 外部連結
- 维基共享资源上的相關多媒體資源：森林宮大橋
- Webcam （页面存档备份，存于）